# ماركوس روبرتسون
ماركوس روبرتسون (بالإنجليزية: Marcus Robertson)‏ هو لاعب كرة قدم أمريكية أمريكي، ولد في 2 أكتوبر 1969 في باسادينا في الولايات المتحدة.

## وصلات خارجية
- ماركوس روبرتسون على موقع مرجع كرة القدم المحترفة.كوم (الإنجليزية)